# Thaumalea remota
Thaumalea remota är en tvåvingeart som beskrevs av Martinovsky och Rozkosny 1976. Thaumalea remota ingår i släktet Thaumalea och familjen mätarmyggor. Inga underarter finns listade i Catalogue of Life.